# Heba Amin
Heba Y. Amin (sinh 1980) là nghệ sĩ nghệ thuật thị giác, nhà nghiên cứu và là nhà giáo dục.

## Tiểu sử và học vấn
Amin sinh ra và lớn lên tại Cairo. Cô đã theo học trường Cao đẳng Cairo American tại Maadi. Amin chuyển đến Hoa Kỳ vào năm 1998, sau đó cô nghiên cứu lĩnh vực Toán và Nghệ thuật phòng thu và nhận bằng Cử nhân nghệ thuật do Cao đẳng Macalester cấp. Cô ghi danh vào học một chương trình cao học tại trường Cao đẳng nghệ thuật và thiết kế Minneapolis năm 2005. Cô đã nhận được bằng MFA ngành thiết kế tương tác từ trường Cao đẳng Thiết kế tại Đại học Minnesota. Với các nghiên cứu của mình, cô đã được trao tặng bằng DAAD (Trao đổi Học thuật Đức) cho dự án "Đài tưởng niệm thay thế" tại Đại học Khoa học Ứng dụng ở Berlin. Cô là tiến sĩ BGSMSC tại Freie Universität, Berlin.

## Sự nghiệp
Các tác phẩm của Amin được đưa vào nghiên cứu sâu rộng và được đòi hỏi về sự hội tụ giữa chính trị, công nghệ và đô thị. Cô hiện là quản lí khoa Mĩ Thuật cho MIZNA (Hoa Kỳ), người phụ trách chương trình cư trú hai năm DEFAULT với Hiệp hội Ramdom (IT) và là nhà đồng sáng lập Black Athena Collective cùng với họa sĩ Dawit L. Petros. Cô cũng là một trong những nghệ sĩ đứng đằng sau hành động lật đổ bộ phim truyền hình "Homeland" nhận được sự chú ý của truyền thông trên toàn thế giới.
Được các nhà sản xuất của loạt phim truyền hình Homeland thuê để cùng hợp tác tạo ra những bức graffiti Ả Rập "chân thật nhất", Amin phun sơn graffiti vẽ trên màn hình của chương trình. Graffiti viết bằng tiếng Ả Rập đã thực sự chỉ trích chương trình Homeland, với các cụm từ như "Homeland phân biệt chủng tộc". Amin đã chỉ trích Homeland vì sự thiếu chính xác và thiên vị trong vai diễn của những người dân từ nhiều quốc gia khác nhau ở Trung Đông.
Amin đã vẽ minh họa một cuốn sách dành cho trẻ em Những người phụ nữ phi thường trong thế giới Hồi giáo; quyển sách nhận được Giải Moonbeam Children's Book Award.
Amin đã tham gia triển lãm nhóm tại Dak'Art Biennale 2016, Dự án Song song Marakkech 2016, Bảo tàng Nghệ thuật Hiện đại Warsaw, Kunstverein ở Hamburg, Camera Austria, Triển lãm mở rộng diễn đàn Berlin Berlinale lần thứ 9, Triển lãm quốc tế dành cho nghệ sĩ trẻ Moscow lần thứ IV, Triển lãm Hội họa truyền thông Ba Lan WRO lần thứ 15, phòng trưng bày Quốc gia Mông Cổ và Bảo tàng Nghệ thuật Gotland Sweden. Cô đã nhận được tiền thưởng của DAAD (Deutscher Akademischer Austausch Dienst), một khoản hoa hồng từ Rhizome và được đưa vào danh sách rút ngắn cho giải thưởng nghệ thuật.
Amin đã giảng dạy nhiều vị trí tại Đại học Minnesota, Đại học Hoa Kỳ tại Cairo và Đại học Khoa học ứng dụng ở Berlin. Cô đã đưa ra nhiều bài giảng và hội thảo khác nhau trên toàn thế giới. Tác phẩm của cô có tựa đề  Trái đất là một elip không hoàn hảo (2016) được giới thiệu trong Hội thảo số 16 mùa hè Mizna Lưu trữ ngày 9 tháng 1 năm 2019 tại Wayback Machine, nơi cô cũng đã được phỏng vấn về bài tiểu luận "Sự phê phán và bất mãn" của Lana Barkawi.
Amin hiện đang sinh sống ở Berlin và là giảng viên tại Đại học Bard Berlin.
Amin là đại diện cho Gallery Zilberman ở Istanbul.

## Triển lãm tiêu biểu
- 2016 "Beton" Kunsthalle Wien, Áo
- 2016 "The Earth is an Imperfect Ellipsoid" Galeri Zilberman, Istanbul, Thổ Nhĩ Kì
- 2016 "The City in the Blue Daylight" Dak’Art Biennale, Dakar, Senegal
- 2016 Cairotronica, Cairo, Ai Cập
- 2016 "Ultrahabitat" Gallery Zilberman Berlin, Đức
- 2016 "As Birds Flying/Kama Tohalleq al Teyour" Art Dubai Film Program
- 2016 "The Earth is an Imperfect Ellipsoid" Dự án song song Marrakech, Morocco
- 2016 "Making Use" Bảo tàng Mĩ thuật hiện đại Warsaw, Ba Lan
- 2016 "Fluidity" quản lí bởi Bettina Steinbrügge (Kunstverein ở Hamburg), Nina Möntmann (Viện Mĩ thuật Hoàng gia, Stockholm) và Vanessa Joan Müller (Kunsthalle Vienna) tại Kunstverein ở Hamburg, Đức
- 2015 "To What End?" quản lí bởi Gulsen Bal, Walter Seidle tại Camera Austria, Graz, Áo
- 2014 "Les Rencontres Internationales de la Photo de Fes–8eme edition" quản lí bởi Selva Barni & Francesca Girelli, Institut Francais Fes, Morocco
- 2014 "A Time for Dreams" quản lí bởi David Elliot, Triển lãm nghệ sĩ trẻ quốc tế Moscow lần thứ IV, Nga
- 2014 "9th Forum Expanded: What Do We Know When We Know Where Something Is?" 64th Berlinale, Berlin, Đức
- 2012 "The Download" Rhizome, The New Museum, NY, USA
- 2012 "(Is there) Light in outer space?" exUrban Screens, Melbourne, Australia
- 2011 "Let’s Get Ready" Pixxelpoint New Media Art Festival, Nova Gorica, Slovenia

## Buổi trình chiếu tiêu biểu
- 2016 "As Birds Flying/Kama Tohalleq al Teyour" Diễn đàn mở rộng, 66th Berlinale, Berlin, Đức
- 2016 "Homeland is Not a Series" Field of Vision, Liên hoan phim quốc tế Rotterdam, Hà Lan
- 2014 "MEI Film Festival Davenport", Đại học St. Ambrose, IA
- 2013 "Difference Screen" quản lí bởi Bruce Allan, Ben Eastop, ARKO Arts Centre, Seoul, Hàn Quốc
- 2013 "Difference Screen" quản lí bởi Bruce Allan, Ben Eastop, Artisterium, Tbilisi, Georgia
- 2013 "Difference Screen" quản lí bởi Bruce Allan, Ben Eastop, phòng trưng bày Quốc gia Mông Cổ, Ulaanbaatar, Mông Cổ
- 2013 "Difference Screen" quản lí bởi Bruce Allan, Ben Eastop, Clearwell Caves, Forest of Dean, UK
- 2012 "Mizna’s 7th Twin Cities Arab Film Festival" Minneapolis, MN USA
- 2012 "Fluid Spaces" Alfilm Arabisches Film Festival Berlin/ifa Galerie